# Cerje Tužno
Cerje Tužno is een plaats in de gemeente Ivanec in de Kroatische provincie Varaždin. De plaats telt 183 inwoners (2001).